# 9633 Cotur
9633 Cotur è un asteroide della fascia principale. Scoperto nel 1993, presenta un'orbita caratterizzata da un semiasse maggiore pari a 3,0468829 au e da un'eccentricità di 0,1275642, inclinata di 10,53103° rispetto all'eclittica.
L'asteroide è dedicato al giornalista belga Peter Cotur.